# 羽根盛一
羽根 盛一（はね せいいち、1898年（明治31年）12月19日 - 1974年（昭和49年））は、昭和期の内務官僚、政治家。官選第35代富山県知事、公選第2代（通算第39代）福井県知事（在任期間は1955年4月26日～1959年4月22日、1期4年）。

## 経歴
三重県多気郡出身。羽根貞助の長男として生まれ、幼少期に富山県上新川郡大沢野村(現富山市)へ移住した。立命館中学校、大阪市立高等商業学校を卒業。1926年12月、高等試験行政科試験に合格。1927年、京都帝国大学経済学部を卒業。立命館大学助教授となる。
1929年、内務省に入省し岐阜県属となる。以後、高知県書記官・警察部長、栃木県部長・警察部長、新潟県警察部長、愛知県警察部長などを歴任。1947年2月、官選第35代富山県知事に就任（官選最後の知事、いわゆる公選管理知事）。同年4月に知事を依願免本官となり退官した。その後、公職追放（特別高等警察に関係していたため）となる。
1951年に公職追放が解除され、福井県副知事に就任。1955年3月、副知事を退任。知事選挙で当選し、同年4月26日に福井県知事に就任した。1950年代の緊縮財政下にあって、福井県の財政再建に取り組んだ。国道305号線・越前海岸付近にある洞穴を鳥（観光客）を呼ぶ門として「呼鳥門」と名付けたことでも知られる。
1959年4月22日、福井県知事を退任。その後、吉崎ヘルスセンター会長を務めた。
1974年、死去享年76歲。

## 著書
- 『軍需増産指導推進の実情』

訳書
- エー.イー.バック著『都市財政論』羽根盛一、1930年。